# Zherkë
Zherkë – wieś położona w północnej części Albanii w gminie Bytyç.

## Demografia
Według spisu ludności z 1989 roku we wsi Zherkë mieszkało 306 mieszkańców.